# Neheteroseksualnost
Neheteroseksualnost je spolna usmerjenost ali spolna identiteta, ki ni heteroseksualna. Izraz nam pomaga definirati "koncept, kaj je norma in kako se določena skupina ljudi od te norme razlikuje". Neheteroseksualnost se uporablja na področju feminističnih študij in študij spola kot tudi v splošni študijski literaturi za lažje razlikovanje med spolnimi identitetami, najsibo izbranimi, predpisanimi ali preprosto predpostavljenimi, in razumevanje različnih posledic teh spolnih identitet. Izraz je podoben izrazu queer, vendar je manj politično obarvan in bolj kliničen; queer se nanaša na splošno na nenormativne in neheteroseksualne osebe. Nekateri menijo, da je izraz sporen in slabšalen, saj naj bi "označeval ljudi, ki niso v skladu z dojeto normo heteroseksualnosti, kar naj bi krepilo heteronormativnost". Spet drugi opozarjajo, da je neheteroseksualnost edini izraz, ki je koristen za ohranjanje skladnosti v raziskavah in predlagajo, da "poudarja pomanjkljivost v našem jeziku glede spolne identitete". Njegova uporaba lahko npr. omogoči izbris biseksualnosti.